# Органная симфония

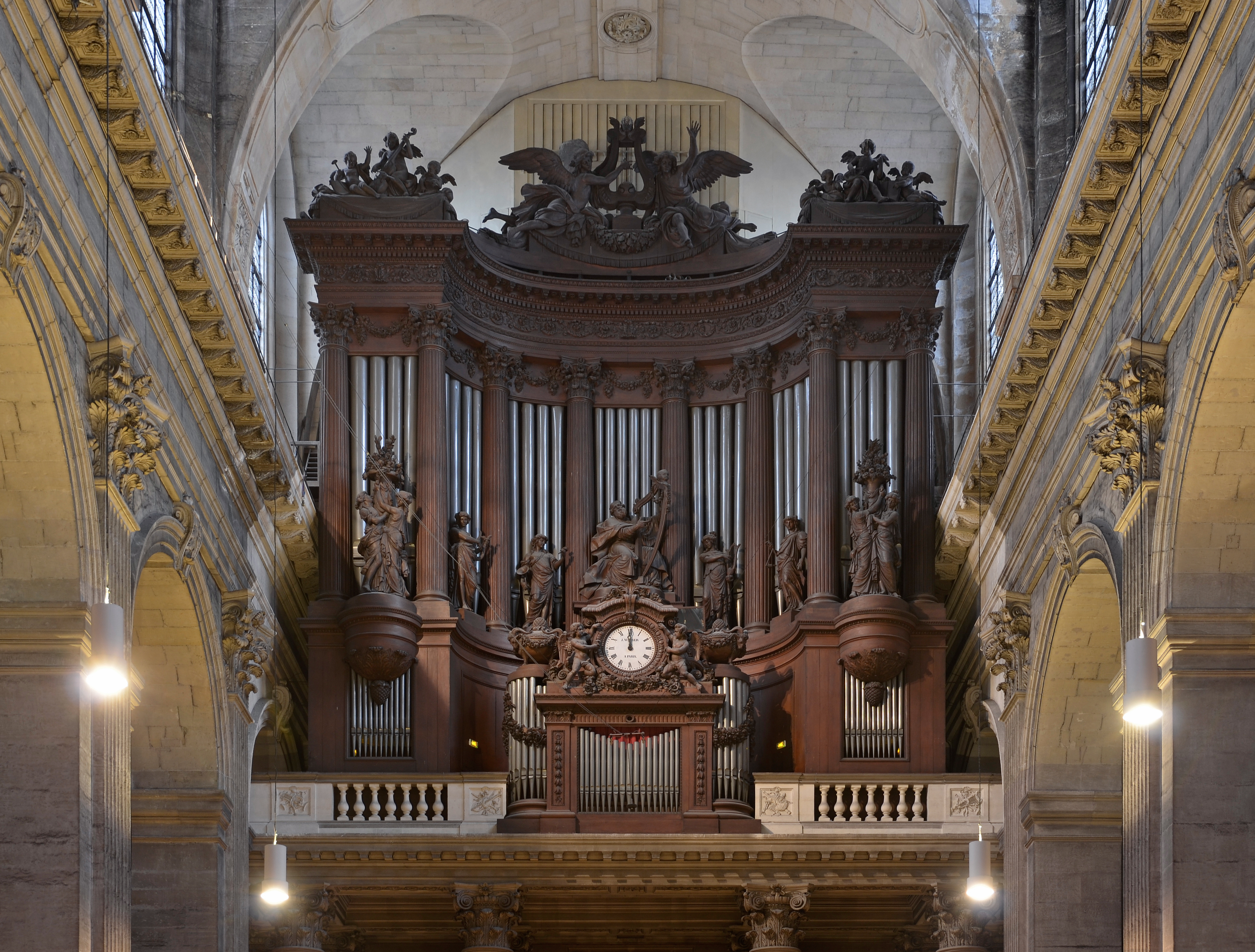
Главный орган фирмы Cavaillé-Coll в Парижской церкви Сен-Сюльпис (1863).

Орга́нная симфо́ния (англ. Organ Symphony, фр. Symphonie pour orgue, нем. Orgelsinfonie — вид симфонической музыки, предназначенной для исполнения на органе соло, то есть без участия симфонического оркестра или каких-либо входящих в его состав музыкальных инструментов.

## История жанра
Хотя первая органная симфония (именно под таким названием) была написана в 1867 году немецким композитором Вильгельмом Валентином Фолькмаром (Wilhelm Valentin Volkmar), но появление самого этого жанра связывают обычно с французской школой «органного романтизма», наиболее известными представителями которой являются Сезар Франк (César Franck, 1822—1890), Шарль-Мари Видор (Charles-Marie Widor, 1844—1937), Луи Виктор Жюль Вьерн (Louis Victor Jules Vierne, 1870—1937), Марсель Дюпре (Marcel Dupré, 1886—1971) и Шарль Турнемир (Charles Tournemire, 1870—1939).
Развитию жанра органной симфонии способствовала также разработка во Франции конструкции симфонического органа.

## Список некоторых органных симфоний

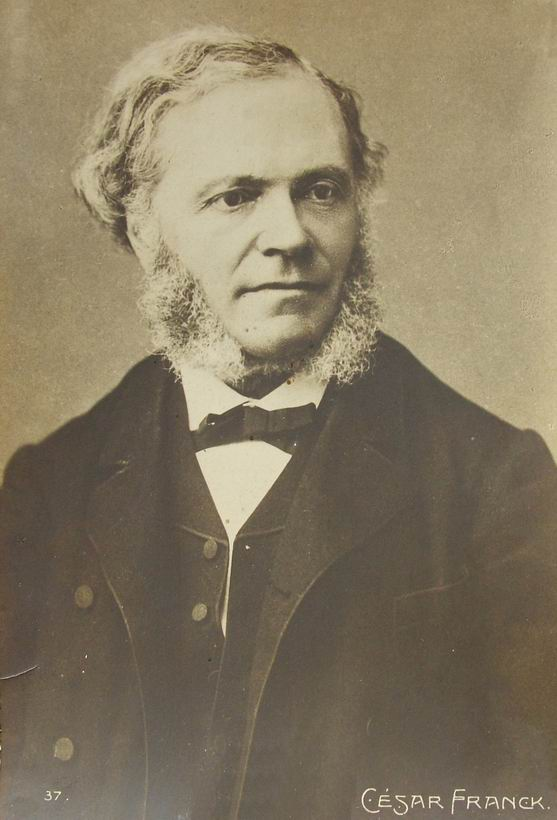
Сезар Франк (1822—1890)
- Grande pièce symphonique, Op. 17 (1863)

Иоганн фон Хербек (1831—1877)
- Symphony No. 4 in D minor 'Orgelsymphonie', Op. 20 posth. (1878)

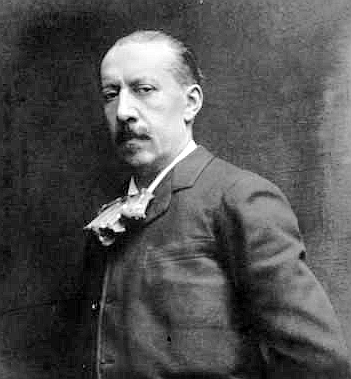
Шарль-Мари Видор (1844—1937)
- Symphonie No. 1 pour orgue in C minor, Op. 13
- Symphonie No. 2 pour orgue in D major, Op. 13
- Symphonie No. 3 pour orgue in E minor, Op. 13
- Symphonie No. 4 pour orgue in F minor, Op. 13
- Symphonie No. 5 pour orgue in F minor, Op. 42
- Symphonie No. 6 pour orgue in G minor, Op. 42
- Symphonie No. 7 pour orgue in A minor, Op. 42
- Symphonie No. 8 pour orgue in B majot, Op. 42
- Symphonie No. 9 pour orgue, Op. 70 «Gothique»
- Symphonie No. 10 pour orgue, Op. 73 «Romane»

Луи Вьерн (1870—1937)
- Symphonie n° 1 pour orgue opus 14 (1899)
- Symphonie n° 2 pour orgue opus 20 (1903)
- Symphonie n° 3 pour orgue opus 28 (1911)
- Symphonie n° 4 pour orgue opus 32 (1914)
- Symphonie n° 5 pour orgue opus 47 (1924)
- Symphonie n° 6 pour orgue opus 59 (1930)

Шарль Турнемир (1870—1939)
- Pièce symphonique, opus 16 (1899)
- Fantaisie symphonique pour orgue, opus 64 (1934)
- Symphonie-choral d’orgue en 6 parties enchaînées, opus 69 (1935)
- Symphonie sacrée pour orgue en 4 parties enchaînées, opus 71 (1936)
- Deux fresques symphoniques sacrées, opus 75 et 76 (1939)

Марсель Дюпре (1886—1971)
- Symphonie-Passion, pour orgue Op. 23 (1924)
- Symphonie n° 2 pour orgue en ut dièse mineur Op. 26 (1929)
- Symphonie n° 3 pour orgue Évocation Op. 37 (1941)

Кайхосру Сорабджи (1892—1988)
- Organ Symphony No. 1 (1924)
- Organ Symphony No. 2 (1929-32)
- Organ Symphony No. 3 (1949-53)

Аарон Копленд (1900—1990)
- Symphony for organ and orchestra (1924)

Микаэл Таривердиев (1931—1996)
- Симфония для органа «Чернобыль» (1988)

Энжотт Шнайдер (1950)
- Orgelsinfonie Nr. 1 Pater Noster (2006)
- Orgelsinfonie Nr. 2 Die marianische (2006)
- Orgelsinfonie Nr. 3 Totentanz (2007)
- Orgelsinfonie Nr. 4 Sinfonia Coloniensis (2008)
- Orgelsinfonie Nr. 5 Angelus (Engelsinfonie, 2008)
- Orgelsinfonie Nr. 6 Te Deum (2008)
- Orgelsinfonie Nr. 7 Von Ewigkeit zu Ewigkeit (2008)
- Orgelsinfonie Nr. 8 In memoriam. Variationen zu Anton Bruckners Sinfonie № 8 (2009)
- Orgelsinfonie Nr. 9 Pathétique (2009)
- Orgelsinfonie Nr. 10 B-A-C-H (2010)
- Orgelsinfonie Nr. 11 Advent (2011)
- Orgelsinfonie Nr. 12 Veni Creator (2011)